# Contrex
 (février 2011).
Si vous disposez d'ouvrages ou d'articles de référence ou si vous connaissez des sites web de qualité traitant du thème abordé ici, merci de compléter l'article en donnant les références utiles à sa vérifiabilité et en les liant à la section « Notes et références ».
Contrex est une marque d'eau minérale appartenant à Nestlé Waters, division Eaux du groupe suisse Nestlé. Contrex fait partie de la Société des eaux minérales de Vittel, comprenant Vittel et Hépar.

## Source
Sa source se situe à Contrexéville dans le département français des Vosges.

## Propriétés et composition analytique
- Extrait sec à 180 °C : 2 078 mg/l
- pH : 7,4

| Espèce       | Formule | Teneur (mg/l) |
| ------------ | ------- | ------------- |
| Bicarbonates | HCO3–   | 372           |
| Calcium      | Ca2+    | 468           |
| Chlorures    | Cl–     | 56,6          |
| Fluorures    | F–      | 0,36          |
| Magnésium    | Mg2+    | 74,5          |
| Nitrates     | NO3–    | 2,9           |
| Potassium    | K+      | 2,8           |
| Sodium       | Na+     | 9,4           |
| Sulfates     | SO42–   | 1 121         |

Contrex appartient au groupe des eaux très minéralisées.

## Historique
- 1760, découverte de la source de Contrexéville par le docteur Bagard, premier médecin du roi Louis XV[2].
- 1774, création du premier établissement thermal[2].
- 1861, l'eau de Contrexéville est officiellement reconnue eau minérale naturelle[2].
- 1891, les premières bouteilles d'eau minérale de Contrexéville voient le jour.
- 1903, l'eau de Contrexéville est reconnue comme étant bénéfique à la santé par le ministère de la santé et l'académie de médecine.
- 1908, construction du premier centre d'embouteillage. Le président de la société est Gaston Graux (1848-1925), maire de Contrexéville, et père de Lucien Graux[3].
- 1953, Contrexéville fait partie de Générales grandes sources à la suite de son rachat par le groupe Perrier[4].
- 1958, l'usine produit 100 millions de bouteilles tous formats
- 1969, lancement de la bouteille PVC.
- 1976, la marque Contrexéville devient Contrex.
- 1992, le groupe Perrier et donc Contrex passent dans le giron de Nestlé[5].
- 1997, lancement de la bouteille PET.
- 1998, l'usine produit 500 millions de bouteilles.
- 2019, Lancement d'eaux infusées aux thés, fruits et herbes. (Contrex Green)[2]

## Propriétaire et production
Contrex fait partie de la division Nestlé Waters, division eau du groupe suisse Nestlé depuis 1992.
L'usine d'embouteillage est reliée par des pipelines avec l'usine Vittel à Vittel à quelques kilomètres de Contrexéville, ce qui permet indifféremment d'embouteiller l'eau Contrex à Vittel ou Contrexéville. Le site s'étend sur 250 000 m2 de surface dont 106 000 m2 couverts avec 260 000 m2 de plateforme logistique. Neuf cents personnes travaillent sur le site. Six cents millions de bouteilles tous format sont produites, dont 11 % à l'export[Quand ?].

## Mise en cause
En mai 2025, le Voges met en demeure Nestlé Waters de retirer ses systèmes de microfiltration à 0,2 micron sous deux mois, pour se mettre en conformité avec la réglementation sur les eaux minérales naturelles. Le site des Vosges où sont produites les eaux Hépar et Contrex, s'est conformé aux règles en mettant en place un nouveau dispositif de microfiltration à 0,45 micron.
En novembre 2025 le groupe Nestlé Waters doit être jugé devant le tribunal correctionnel de Nancy pour abandon illégal de déchets et décharges sauvages dans les Vosges. Il est accusé d'avoir laissé dans la nature des bouteilles d'eau, de verre et de polymères entre 2021 et 2024, pour un volume de 346 000 mètres cubes à Contrexeville et de 27 000 mètres cubes à Saint-Ouen-Lès-Parey et aussi à  They-sous-Montfort et Crainvilliers pour un total de 473 700 mètres cubes provoquant une dégradation substantielle de l’environnement. Suivant une information de Mediapart s'appuyant sur une enquête de l’Office français de la biodiversité et de l’Office central de lutte contre les atteintes à l'environnement et à la santé publique (Oclaesp), une pollution aux microplastiques s'en est suivie dans les eaux Contrex et Hépar ce que conteste la société,,.